# Бальнеологический курорт

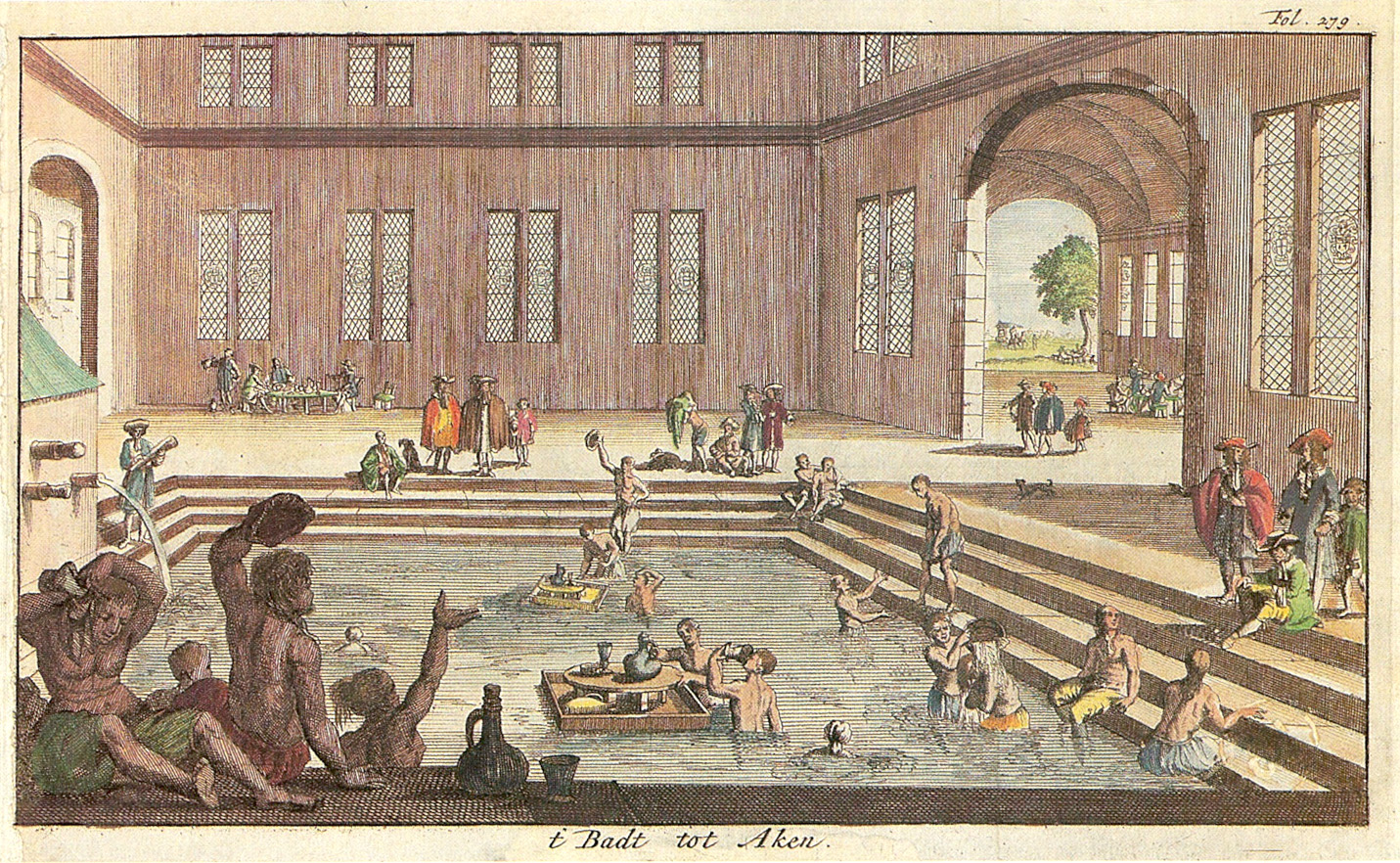
Купание в тёплых природных водах в Ахене, 1682 год

Бальнеологический курорт (от лат. balneum — ванна и therapia — лечение) — тип курорта, где в качестве основного лечебного фактора используются природные минеральные воды. Воды могут применяться наружно (ванны, души, бассейны и др.), для питьевого лечения, ингаляций, орошений и других процедур. Бальнеотерапевтические курорты оборудованы бальнеолечебницами, питьевыми галереями, бюветами, бассейнами, ингаляториями и т. д.
В эпоху Возрождения стала возрождаться известная с Античности культура лечения на водах. Немецкие курорты Баден-Баден и Ахен, бельгийский Спа (от названия которого происходит термин «спа»), чешский Карлсбад и другие ныне популярные курорты вскоре стали центром встреч высшего общества. Почти на каждом курорте той эпохи был свой театр и казино.
В СССР изучали природные лечебные факторы конкретных местностей: число солнечных дней, температуру воды, наличие лечебных грязей и минеральных вод и затем организовывали в этих местах санатории для лечения тех или иных заболеваний. Но все бальнеологические исследования были наблюдательными: санаторные врачи наблюдали пациентов, пока они находились в здравнице, но не отслеживали их состояния в динамике, поэтому пользу бальнеотерапии нельзя считать строго доказанной.